# Барра-Лонга
Барра-Лонга (порт. Barra Longa) — муниципалитет в Бразилии, входит в штат Минас-Жерайс. Составная часть мезорегиона Зона-да-Мата. Входит в экономико-статистический микрорегион Понти-Нова. Население составляет 6558 человек на 2006 год. Занимает площадь 386,101 км². Плотность населения — 17,0 чел./км².

## История
Город основан 1 января 1939 года.

## Статистика
- Валовой внутренний продукт на 2003 год составляет 20 326 584,00 реалов (данные: Бразильский институт географии и статистики).
- Валовой внутренний продукт на душу населения на 2003 год составляет 2897,59 реалов (данные: Бразильский институт географии и статистики).
- Индекс развития человеческого потенциала на 2000 год составляет 0,668 (данные: Программа развития ООН).